# ستيوارت بوتير
ستيوارت بوتير (بالإنجليزية: Stuart Potter)‏ هو لاعب اتحاد الرغبي بريطاني، ولد في 11 نوفمبر 1967 في ليتشفيلد في المملكة المتحدة.